# Wojciech Świątkowski (leśnik)
Wojciech Świątkowski (ur. 1 lipca 1959, zm. 22 lipca 2013 w Suchedniowie) – polski leśnik, działacz na rzecz ochrony przyrody, wieloletni pracownik, a w latach 2011–2013 dyrektor Świętokrzyskiego Parku Narodowego.
Ze Świętokrzyskim Parkiem Narodowym związany od 1997, obowiązki dyrektora pełnił od 1 września 2011, wybrany na 5-letnią kadencję. Nominację na to stanowisko podpisał 31 sierpnia 2011, minister środowiska Andrzej Kraszewski. Zmarł tragicznie 22 lipca 2013, pogrzeb odbył się 30 lipca na krakowskim cmentarzu Batowickim (kw. VI-11-7).

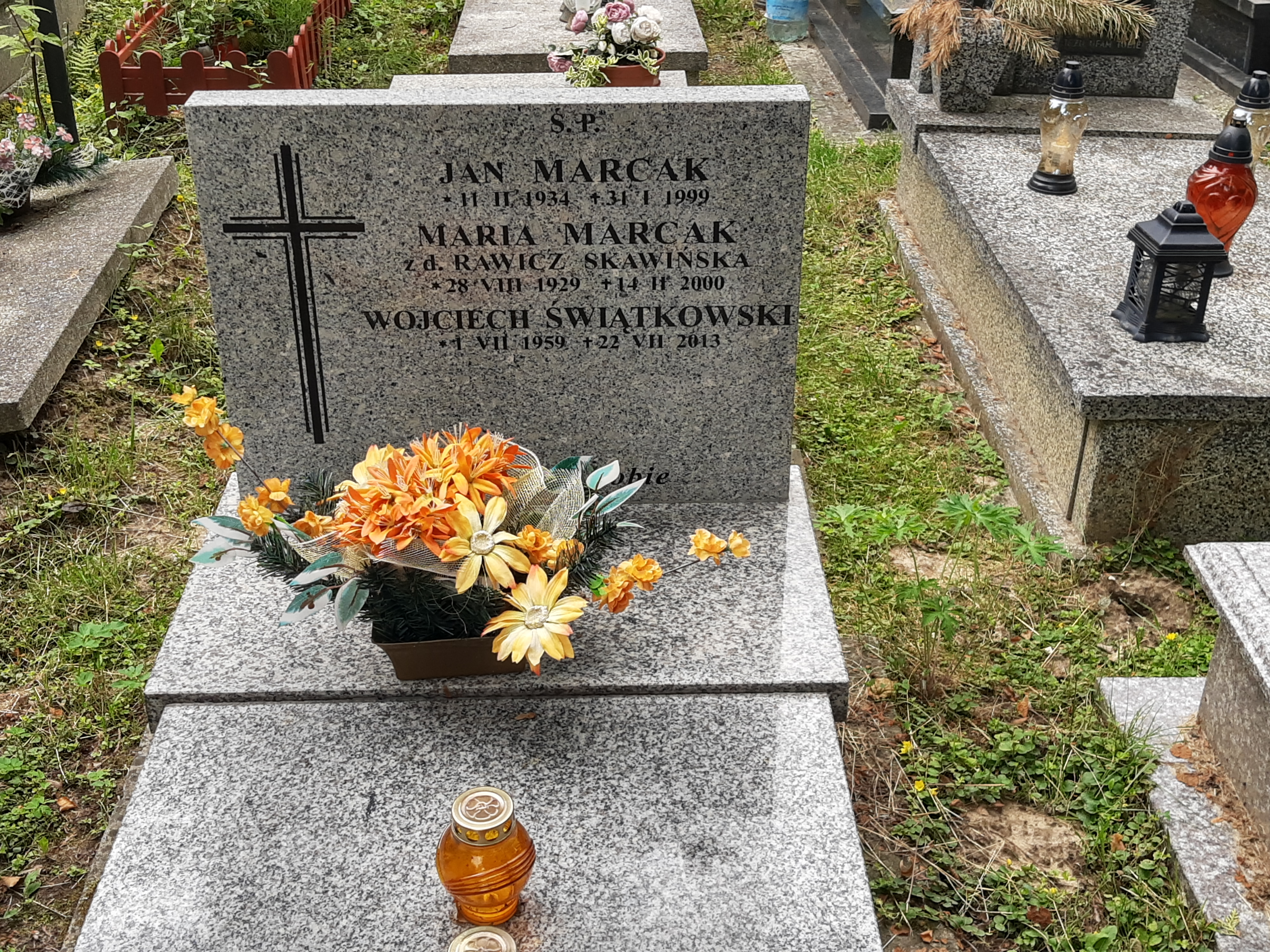
Grób Wojciecha Świątkowskiego na Cmentarzu Prądnik Czerwony